# Sobrarbe
Il Sobrarbe è una delle 33 comarche dell'Aragona, con una popolazione di 7 293 abitanti; suoi capoluoghi sono Boltaña e Aínsa-Sobrarbe.
Amministrativamente fa parte della provincia di Huesca, che comprende 10 comarche. Confina al nord con la Francia, ad ovest con l'Alto Gállego, ad est con la Ribagorza e al sud con il Somontano de Barbastro.
Al nord della comarca si incontrano le valli dei fiumi Ara, Cinca e Cinqueta e la valle di Bio, al sud le sierra di Guara e Olsón e nella parte centrale diverse depressioni come Broto, Fiscal, Arcusa e La Fueva.
All'interno della comarca si estende il Parco nazionale di Ordesa e del Monte Perdido.
I due nuclei principali della comarca sono le sue due capitali: Boltaña e Ainsa. Il comune di Ainsa-Sobrarbe è stato formato in seguito unendo diversi comuni.